# 国道405号

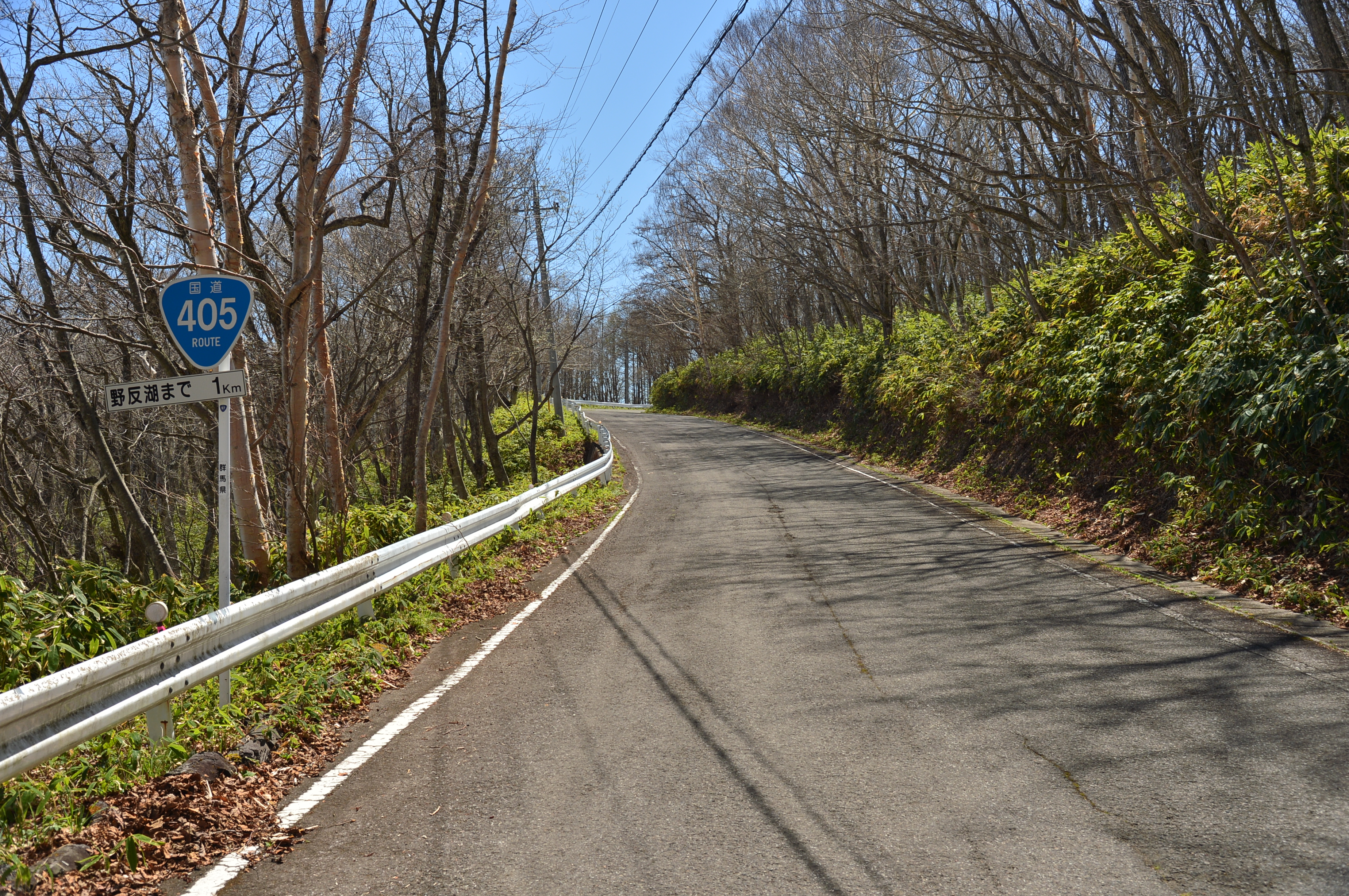
国道405号・群馬県中之条町入山の野反湖まで1 km手前の地点
（2016年5月）

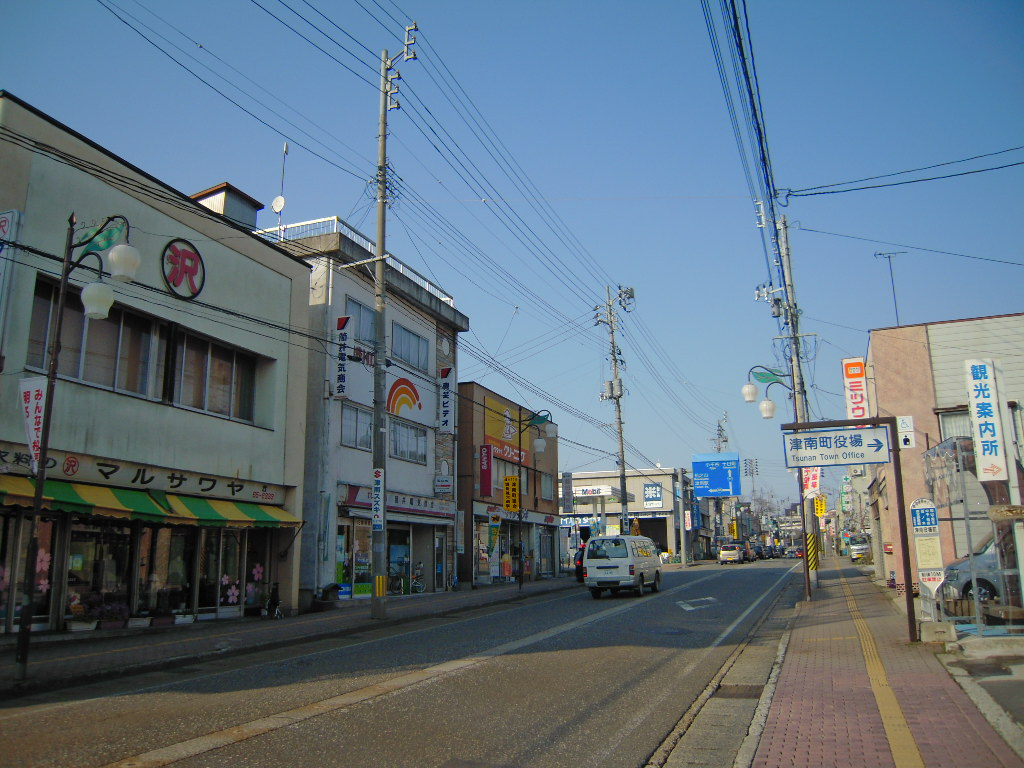
新潟県津南町 町役場付近
（国道117号との重複区間）

国道405号（こくどう405ごう）は、群馬県吾妻郡中之条町から新潟県上越市に至る一般国道である。

## 概要

### 路線データ
一般国道の路線を指定する政令に基づく起終点および重要な経過地は次のとおり。
- 起点：群馬県吾妻郡六合村[注釈 2]（入山、国道292号交点[2]）
- 終点：上越市（鴨島交差点 = 国道18号交点）
- 重要な経過地：長野県下水内郡栄村、新潟県中魚沼郡津南町、同県東頸城郡安塚町[注釈 3]
- 総延長 : 123.9 km（群馬県 20.7 km、新潟県 79.3 km、長野県 24.0 km）重用延長、未供用延長を含む。[3][注釈 4]
- 重用延長 : 2.4 km（群馬県 - km、新潟県 2.4 km、長野県 - km）[3][注釈 4]
- 未供用延長 : 14.5 km（群馬県 1.5 km、新潟県 - km、長野県 13.0 km）[3][注釈 4]
- 実延長 : 107.0 km（群馬県 19.2 km、新潟県 76.8 km、長野県 11.0 km）[3][注釈 4]
  - 現道 : 106.8 km（群馬県 19.2 km、新潟県 76.8 km、長野県 10.8 km）[3][注釈 4]
  - 旧道 : 0.1 km（群馬県 - km、新潟県 - km、長野県 0.1 km）[3][注釈 4]
  - 新道 : なし[3][注釈 4]
- 指定区間：なし[4]

## 歴史
- 1982年（昭和57年）4月1日 - 一般国道405号（新潟県上越市 - 新潟県南魚沼郡塩沢町）[5]
- 1993年（平成5年）4月1日 - 一般国道405号（群馬県吾妻郡六合村（現・中之条町） - 新潟県上越市）

## 路線状況
長野県との県境に近い群馬県吾妻郡中之条町の野反湖から長野県下水内郡栄村の秋山郷までの区間は未開通で、秋山郷内は地元住民の生活道路である。新潟県中魚沼郡津南町の役場付近に、国道117号との重複区間がある。長野県・新潟県の区間は、いわゆる「酷道」が多く山間部で連続するが、市街地では2車線の道路もある。秋山郷へ通じる川沿いの道は、道幅が狭く所々で待避所が設けられているが、ガードレールの整備は行き届いていない。交通量は少ないが、秋山郷 - 津南は路線バスや乗合タクシーが運行されている（秋山郷#交通を参照）。

### バイパス
- 切光バイパス（L=3.4 km、上越市牧区）
  - 2014年（平成26年）11月に開通[7]。

### 重複区間
- 国道117号（新潟県津南町・大割野交差点 - 津南町下船渡）
- 国道403号（新潟県上越市安塚区・濁川橋 - 上越市・和田交差点）

### 道路施設

#### 橋梁
- 新潟県
  - 前倉橋（中魚沼郡津南町・中津川）
  - 清水川原橋（中魚沼郡津南町・中津川）
  - 信濃川橋（中魚沼郡津南町・信濃川）

### 不通区間
- 六合村・野反湖バス停 - 地蔵峠 - 栄村堺（いわゆる秋山郷）
  - （この区間は国道に指定されていないが、登山道につき徒歩でならば通行可能。）
  - 2019年には、不通区間の開通を目指す「国道405号未供用区間開設促進期成同盟会」が3県の関係者により設立された[8]。また、これとは別に新潟県、長野県の関係者などからなる「秋山郷国道整備促進期成同盟会」も設立されており、既設区間の改良工事の要望[9]と合わせ、不通区間への工事着手についても各県などへ陳情活動を行っている。

## 地理
「日本の秘境100選」にも数えられ、多くの温泉を擁する長野県の秋山郷へ通じる1本道は、新潟県側しか入ることのできない行き止まりの道路である。新潟県上越市や十日町市の松之山地区の沿線には、複数の集落で美しい棚田が広がっている。特に、松之山地区の棚田は、農林水産省が制定する「日本の棚田百選」にも選ばれている。

### 通過する自治体
- 群馬県
  - 吾妻郡中之条町
- 長野県
  - 下水内郡栄村
- 新潟県

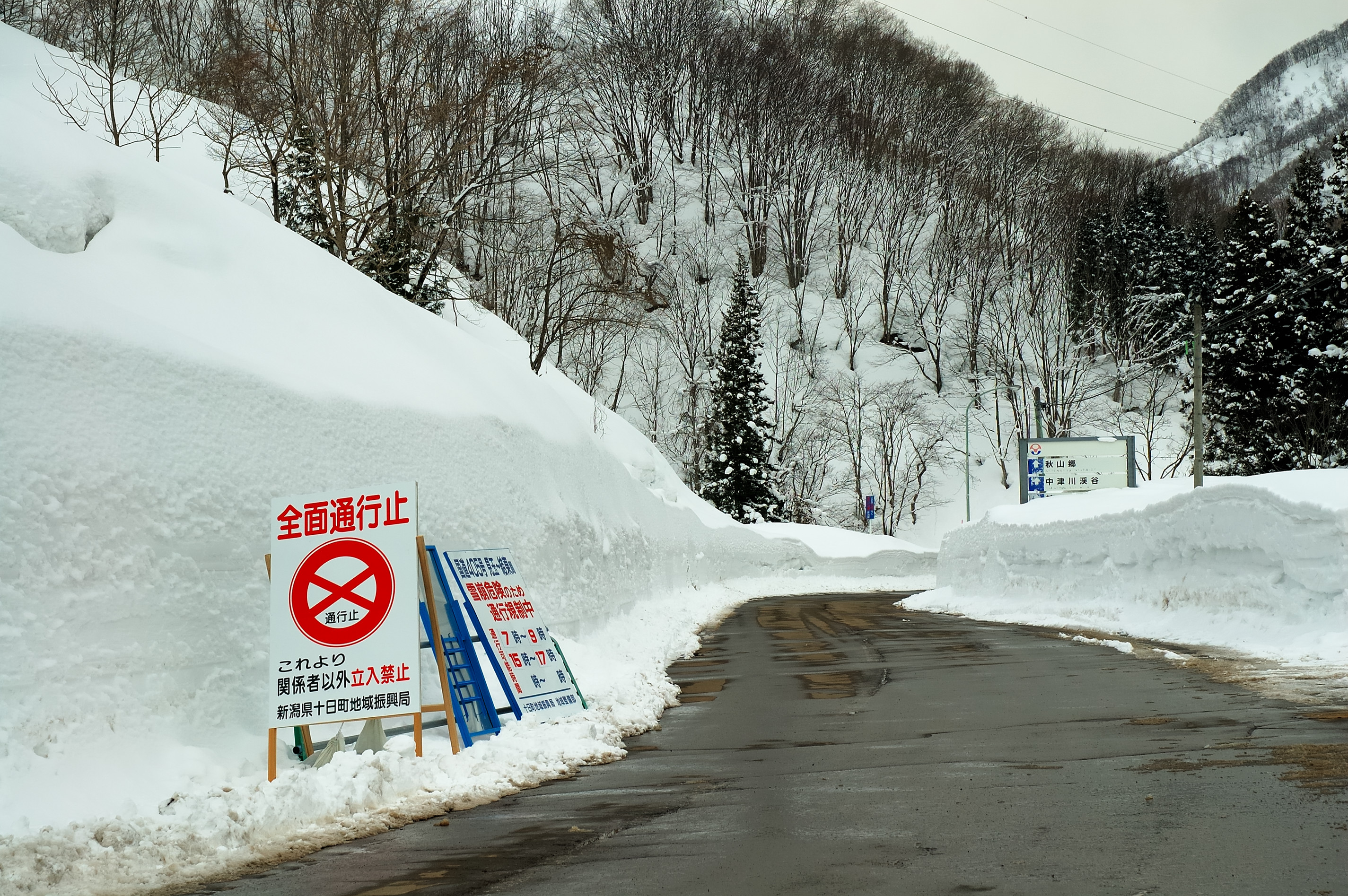
2006年の通行規制地点（津南町側）

  - 中魚沼郡津南町 - 十日町市 - 上越市

（冬期は山道の豪雪のため通行止めになる区間あり。）

### 交差する道路
- 国道292号（中之条町荷付場）
- 国道117号（津南町・大割野交差点、津南町下船渡）
- 国道403号（上越市安塚区・濁川橋、和田交差点）
- 国道18号（上越市・鴨島交差点）